# Электропорация

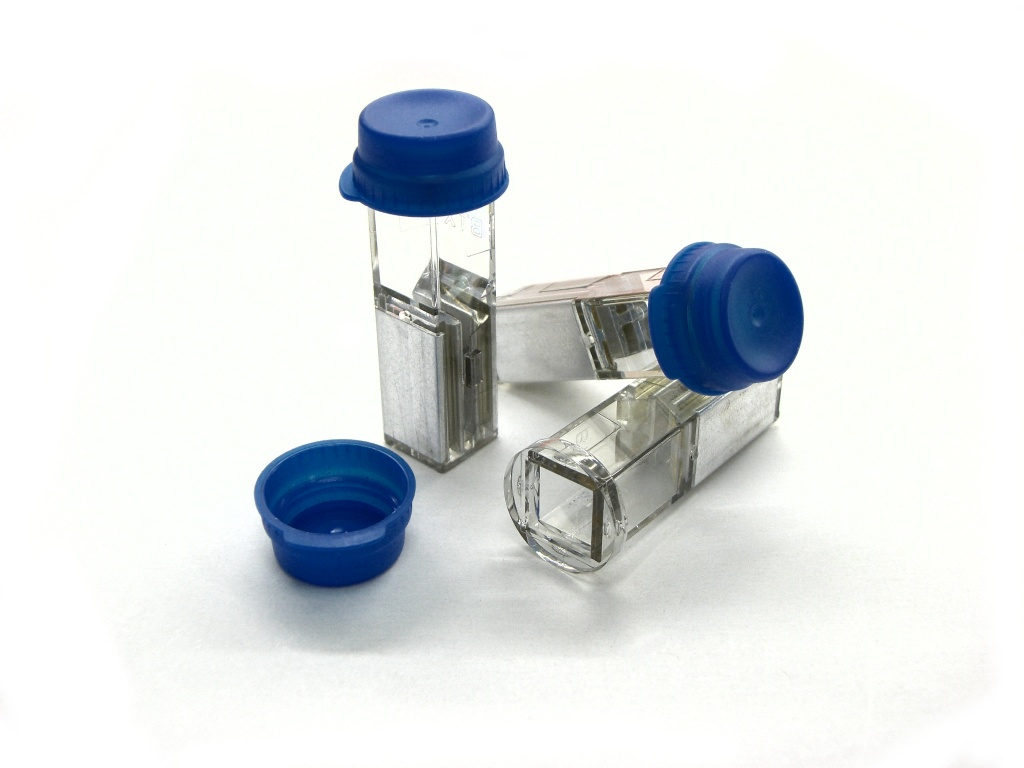
Пластиковые кюветы с алюминиевыми электродами, используемые для электропорации

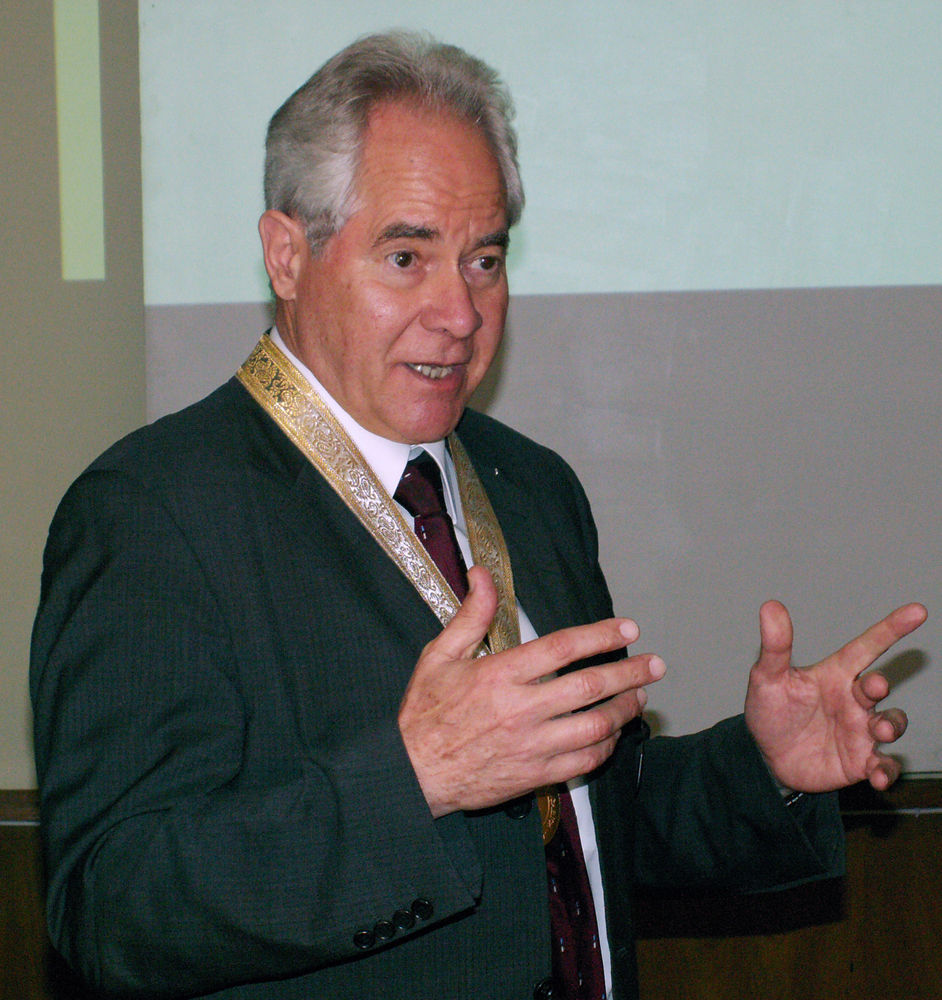
Доктор Эберхард Нойман, один из основателей метода электропорации, на церемонии присуждения степени почетного доктора в Институте биофизики Болгарской академии наук, 2006 год

Электропорация — создание пор в бислойной липидной мембране под действием электрического поля. Это явление используется в биотехнологии для внедрения макромолекул (обычно ДНК или РНК) в клетки млекопитающих, бактерий или растений, а также в медицине и промышленности.

## Усиление электрического поля при электропорации
Явление электропорации основано на том, что мембраны обладают способностью концентрировать электрическое поле. Пусть между двумя плоскими параллельными электродами, находящимися на расстоянии L, приложена разность потенциалов U, и промежуток между ними заполнен слабо проводящим электролитом. Тогда напряженность поля равномерно распределена по всему пространству между ними. А теперь поместим в центре ячейки бислойную липидную мембрану, которая обладает настолько высоким сопротивлением, что её можно рассматривать как непроводящий диэлектрик. Тогда вся разность потенциалов U окажется сконцентрированной на мембране.
Коэффициент усиления электрического поля, очевидно, будет равен L/h ~ 10^6, если выбрать L ~ 1 см, h ~ 5 нм. Таким образом, согласно экспериментальным результатам, достаточно приложить к электродам разность потенциалов порядка сотен милливольт, чтобы вызвать электропорацию бислоя. Если теперь между электродами находятся клетки диаметром порядка 10 мкм, и мы хотим вызвать их электропорацию, придется приложить значительно более высокие напряжения. Действительно, в силу высокого сопротивления мембраны, раствор в клетке будет эквипотенциальным, то есть внешнее поле будет экранировано подвижными ионами, которые образуют диффузные обкладки двойных электрических слоев. Таким образом, на клетке скачок напряжения составит 2UR/L, которое будет сконцентрировано на мембране в области двух полюсов клетки. Если принять, что надо иметь, скажем 0,5 В, то приложить к электродам надо будет U ~L/R*0.5 В. Тем самым, имея L ~ 1 см, R ~ 5∙10^-4 см, получим U ~ (1∙0.5)/(5∙10^(-4)) ~ 1 кВ. Поэтому в экспериментах с суспензиями клеток и липосом приходится использовать специальные электропораторы, способные генерировать короткие импульсы амплитудой до 1-10 кВ.
При приложении к суспензии клеток импульсов электрического поля с напряженностью от нескольких сотен до нескольких тысяч вольт на см и длительностью от десятков микросекунд до десятков миллисекунд удается вызвать резкий рост проводимости клеточных мембран. После умеренной электрообработки проводимость клеток снижается до нормальных значений за время от нескольких секунд до нескольких минут. Более интенсивная электрообработка приводит к необратимому разрушению части клеток.
В экспериментах с клетками сложно контролировать напряжение, прикладываемое непосредственно к клеточной мембране. Кроме того, клеточная мембрана — чрезвычайно сложная система. Основные барьерные функции мембраны выполняются фосфолипидным бислоем, который пронизан белками, играющими роль селективных каналов или активных насосов для ионов и метаболитов. Возможными причинами роста электропроводности могли бы быть изменения как в липидном бислое, так и в белках. Эксперименты c искусственной бислойной липидной мембраной (БЛМ) показали возможность её электрического пробоя при напряжениях близких к тем, при которых пробой наблюдается в клеточной мембране. Было показано, что электрический пробой БЛМ определённого состава может быть обратимым. Это указывает на то, что именно пробой по липидной компоненте ответственен за повышение проницаемости клеток. Эксперименты с БЛМ показали, что электрический пробой возникает стохастично, и среднее время жизни мембраны нелинейно зависит от напряжения. Эти наблюдения привели к разработке теории образования и развития пор в жидких липидных бислоях в электрическом поле. В конце 1990-х годов удалось с помощью высокоточных измерений проводимости мембран зарегистрировать появление одиночных электропор в БЛМ. Их средний диаметр составляет примерно 0,5 нм. В клеточных мембранах они были обнаружены с помощью электронной микроскопии.

## Теория электропорации мембран
Теория электропорации БЛМ предполагает, что в бислойной липидной мембране возникает локальная перестройка структуры, приводящая к появлению сквозного водного канала. Возможны две основных конфигурации поры — гидрофильная и гидрофобная. В гидрофобной поре стенки поры выстланы липидными «хвостами», а в гидрофильной поре — фосфолипидными головами. При малых радиусах энергетически выгодной является гидрофобная пора, при больших радиусах — гидрофильная пора. Вода обладает большей диэлектрической проницаемостью, чем липиды. Поэтому мембрана, содержащая поры, обладает меньшей энергией во внешнем электрическом поле. Этот выигрыш энергии пропорционален площади поры и квадратичен по её радиусу. При радиусе поры r* энергии гидрофобной и гидрофильной пор становятся равными. На энергетической кривой существует локальный минимум, отвечающий метастабильному проводящему состоянию бислоя, из которого он, с определённой частотой переходит в начальное невозмущенное состояние с низкой проводимость системы, или претерпевает разрыв. Скорость образования гидрофильных пор в липидном бислое единичной площади (Kc) можно описать уравнением
{\displaystyle Kc=Aexp(\alpha U^{2})}
где
{\displaystyle A=\nu /aexp(-\Delta W^{0}/kT)},
{\displaystyle \alpha =\pi r_{*}^{2}(\epsilon _{w}-\epsilon _{m})\epsilon _{0}/(2dkT)}
Здесь, a — это площадь, приходящаяся на одну липидную молекулу, d — толщина бислоя, {\displaystyle \epsilon _{0}} — диэлектрическая постоянная вакуума, {\displaystyle \epsilon _{m}} — диэлектрическая проницаемость бислоя,{\displaystyle \epsilon _{w}} — диэлектрическая проницаемость воды, k — константа Больцмана, {\displaystyle \nu } — частота латеральных флуктуаций липидных молекул, {\displaystyle r_{*}} — радиус поры, соответствующий переходному состоянию, T — температура, U — электрическое напряжение на бислое, {\displaystyle \Delta W^{0}} — энергия активации поры в отсутствие электрического поля.
Предполагается, что скорость зарастания пор не зависит от приложенного электрического поля и от плотности пор на бислое.

## Доставка макромолекул в клетки при электропорации
Описанные выше опыты фактически сводились к измерению электрического тока, переносимого малыми ионами через поры. Наряду с этим было установлено, что электрообработка способствует переносу через мембраны и макромолекул, размер которых превышает диаметр электропор. Более того, отмечалась корреляция между электропорацией и переносом крупных молекул. В научных работах на примере транспорта молекул ДНК было доказано, что они способны расширять поры, которые затем медленно (~ 100 с) релаксируют к исходному состоянию. Кроме того, прямыми опытами там же было показано, что электрофорез ДНК играет важнейшую роль не только на стадии переноса этих молекул к клетке, но и при прохождении через мембрану. Электрическое поле буквально вдавливает плазмидную ДНК в малую пору, при этом расширяя её. Можно сказать, что сами молекулы плазмидной ДНК играют роль золотых микроскопических пуль, которые используются в методе «gene gun». Только движущие силы имеют разную природу — электрическую в первом случае, механическую во втором. Ещё одно важное новшество, реализованное в научных работах, состоит в применении 2-импульсной методики электрообработки, которая позволила разделить во времени две функции поля — электропорационную и электрофоретическую. Первый импульс был мощным, но коротким; затем следовал интервал переменной длительности и, наконец, включалось слабое постоянное поле. Введение ДНК перед первым импульсом приводило к высокой трансфекции и переносу крупных молекул декстранов, тогда как введение ДНК во время межимпульсного интервала не давало практически никакого эффекта.
В последнее десятилетие электропорацию стали применять для трансдермального переноса лекарственных веществ в организм человека. Электропорация лежит в основе нескольких методик трансдермального переноса, которые называют аквафорез, неинвазивная мезотерапия, безыгольная мезотерапия или безынъекционная мезотерапия.

## Медицинское применение
Метод электропорации применяется при лечении онкологических заболеваний: необратимая электропорация опухоли приводит к локальному разрушению её клеток, микросекундные электрические импульсы напряжением 2000-3000 В в мембранах клеток опухоли образуют микропоры, что приводит к нарушению клеточного гомеостаза и гибели клеток.

## Промышленное применение
Промышленные установки для электропорации продуктов (технология названа PEF — pulse electric field) используются как один из этапов производственного процесса: при приготовлении соков и смузи в качестве более щадящего метода дезинфекции, чем пастеризация или ультрапастеризация, а в производстве замороженных и высушенных продуктов — для лучшего сохранения органолептических свойств продуктов, уменьшения расхода воды и производственных потерь. Ведущей мировой компанией по внедрению технологии в пищевое производство является фирма Elea GmbH из Германии.